# Ritterkanton Donau

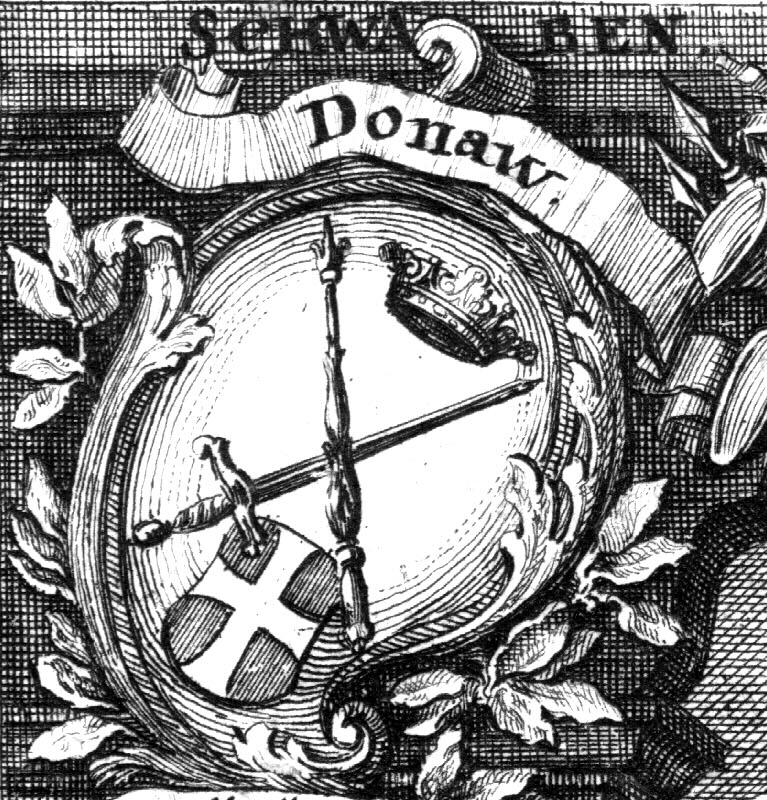
Symbolische Darstellung für den Ritterkanton Donau von 1721

Der Ritterkanton Donau war einer der fünf Kantone der Reichsritterschaft von Schwaben.
Der Sitz des Kantons war im vorderösterreichischen Ehingen(Donau).

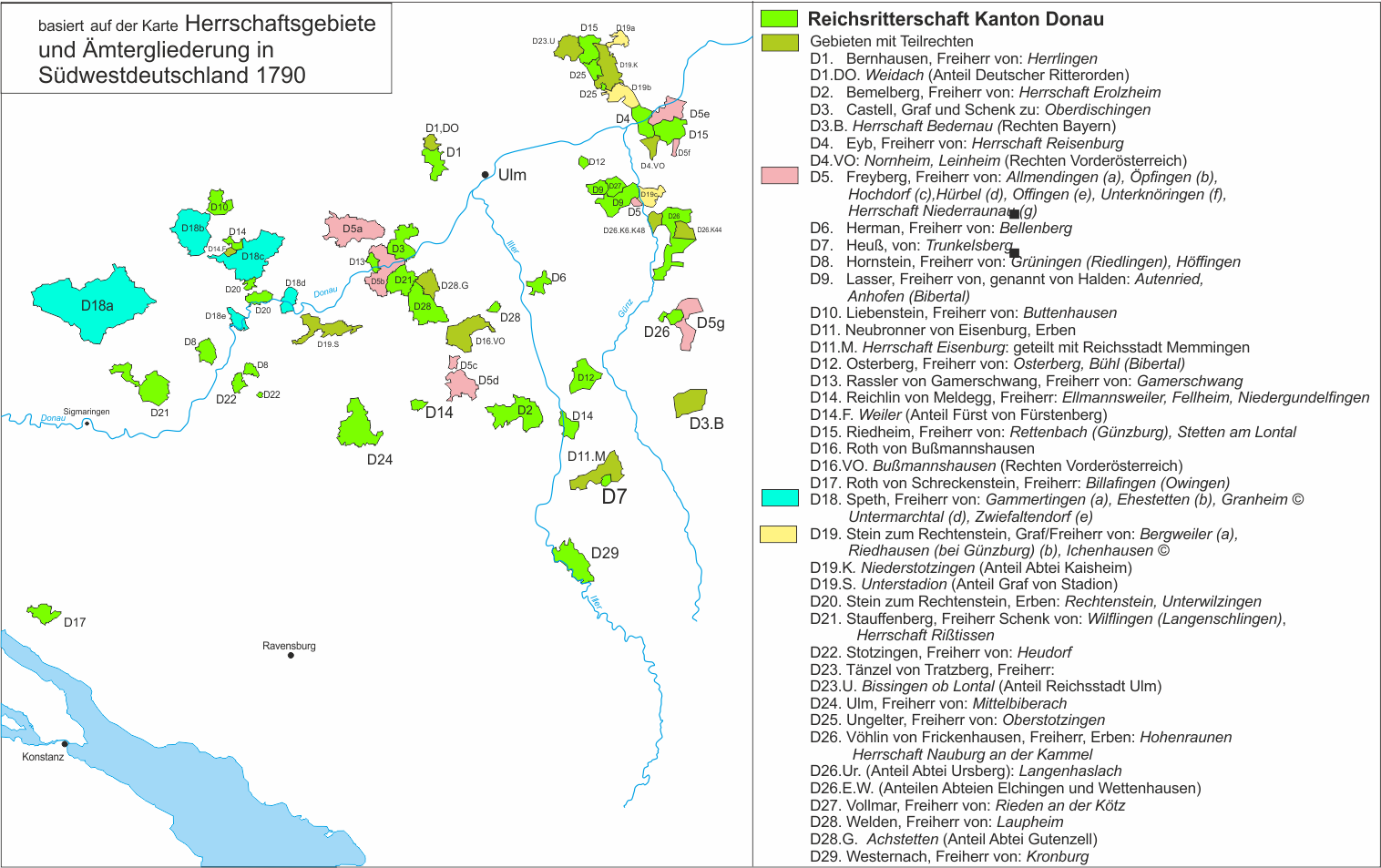
Territorien Ritterkanton Donau

## Gliederung der Ritterkreise
Die freie Reichsritterschaft in Südwestdeutschland gliederte sich seit dem 16. Jahrhundert in einen rheinischen, fränkischen und schwäbischen Ritterkreis, der sich wiederum aus verschiedenen Kantonen zusammensetzte. Der Schwäbische Ritterkreis untergliederte sich in die Kantone Donau, Hegau-Allgäu-Bodensee, Neckar-Schwarzwald, Kocher und Kraichgau.

## Adelsfamilien im Kanton Donau
Dem Ritterkanton Donau gehörten folgende Familien an:
- Bernhausen: Herrschaft Herrlingen-Klingenstein
- Bömelburg, Bem(m)elberg
- Eyb
- Freyberg
- Fugger: Herrschaft Brandenburg
- Hornstein: Burg Hornstein, Herrschaft Bußmannshausen
- Liebenstein
- Neuhausen aus Neuhausen auf den Fildern mit halbem Gut Schnürpflingen
- Oettingen
- Palm-Gundelfingen mit Herrschaft Hohengundelfingen
- Raßler von Gamerschwang mit der Herrschaft Gamerschwang
- Reichlin von Meldegg, Herrschaft Fellheim
- Reuttner von Weyl, Herrschaft Hürbel
- Riedheim: Herrschaft Rettenbach, Harthausen und Stetten ob Lontal
- Rodt (Roth) von Bußmannshausen
- Roth von Schreckenstein
- Schenk von Castell
- Schwarzenberg
- Schwendi
- Speth (Späth): Herrschaft Schülzburg (dort auch Speth von Schülzburg)
- Stadion
- Stain: Herrschaft Bergenweiler
- Stotzingen
- Stauffenberg
- Tänzl von Tratzberg
- Thurn und Taxis
- Ulm-Erbach-Mittelbiberach
- Ungelter von Deissenhausen
- Vöhlin aus Illertissen
- Welden, Herrschaft Welden
- Wernau
- Westernach